# Hồ Ulungur
Ulungur (tiếng Trung: 乌伦古湖, âm Hán Việt: Ô Luân Cổ hồ) là một hồ nằm tại huyện Phú Hải, Tân Cương, Trung Quốc. Với diện tích 1.035 km², đây là một trong các hồ lớn nhất của Trung Quốc.
Ulungur được chia thành hai phần: hồ Buluntuo và hồ Jili nhỏ hơn. Sông Ulungur cấp nước cho hồ.
Vào những năm 1960, do được sử dụng cho thủy lợi, lượng nước sông Ulungur đổ vào hồ giảm rõ rệt. Năm 1970, một kênh đào đã được xây dựng giữa Ulungur và sông Irtysh nhằm điều hướng dòng nước vào hồ, đến năm 1988, công trình được mở rộng, mực nước hồ có thể phục hồi.
Vào mùa đông, có thể câu cá trên băng tại hồ.